# Burgertime
Burgertime (auch BurgerTime und Burger Time geschrieben) ist ein Arcade-Spiel, das 1982 von Data East für ihr DECO Cassette System hergestellt wurde. Ziel des Spiels ist es, virtuelle Hamburger zu erstellen. Es war in der Goldenen Ära der Arcade-Spiele sehr erfolgreich.

## Spieldetails
Der Spieler steuert die Figur des Koches Peter Pepper, die über Hamburger-Teile laufen muss, um vier komplette Burger zu erstellen. Diese fallen in Schichten schrittweise nach unten, bis alle in die am unteren Bildschirmrand stehenden Teller gelangen. Die Hamburger bestehen jeweils aus zwei Brötchenhälften, einem Salatblatt und einer Hackscheibe. Diese sind auf dem ganzen Bildschirm verteilt und über Leitern und Stege zugänglich.
Erschwert wird das Ganze durch drei Gegner, die im späteren Verlauf auch mehrfach auftreten:
- Mr Hot Dog (aufrecht gehendes Würstchen)
- Mr Pickle (Gurke)
- Mr Egg (Ei)

Der Spieler kann die Gegner kurzfristig durch Pfeffer ablenken, indem er den Feuerknopf drückt. Außerdem kann er sie zwischen den Hamburger-Teilen zerquetschen, falls sie sich darunter befinden. Jegliche Berührung mit einem Gegner ist tödlich.
Zwischendurch gibt es, wie bei Pac-Man, Bonusgegenstände, die er einsammeln kann.

## Nachfolger
- Peter Pepper’s Ice Cream Factory (DECO Cassette, 1984) Eis statt Burger erstellen
- Super Burger Time (1990) verbesserte Grafik
- BurgerTime World Tour (2011) für Nintendo Wii, PlayStation 3, Xbox 360
- BurgerTime Party! (2019) für Nintendo Switch

## Portierungen
- DOS (1982, 1997 auf Arcade’s Greatest Hits – The Midway Collection 2)
- Atari 2600 (1982)
- ColecoVision (1982)
- LCD-Spiele von Mattel, Bandai (1982/1983)
- Intellivision (1983)
- Apple II (1983)
- Mattel Aquarius (1983)
- Commodore 64 (Interceptor, 1984) SID-Musik von Chris Cox
- Texas Instruments TI-99/4A (1984)
- NES (1985)
- MSX (1986)
- Atari XL als Burger Boy
- Atari 7800 als Beef Drop
- VTech Laser-VZ als Hamburger Sam
- Amstrad CPC
- Handy
- Nintendo Game Boy (1991, als Burger Time Deluxe)
- Sony PlayStation (1997, auf Arcade’s Greatest Hits – The Midway Collection 2)
- Sony PlayStation 2 (2005, als Oretachi Game Center Zoku – Burger Time)